# 대한일보사배 국수전
대한일보사배 국수전(-國手戰)은 1968년에 대한일보에서 주최한 장기 기전이다. 1996년에 창설되었던 국수전과는 별개이다. 1회가 끝난 후, 다음해인 1969년에 2회 진행 도중 큰 홍수로 인해 기전이 자취를 감추었다.

## 대회 결과
- 우승: 최종윤
- 준우승: 김명수